# Sinh vật tiêu thụ
Sinh vật tiêu thụ là các sinh vật của một chuỗi thức ăn sinh thái, chúng nhận năng lượng bằng cách tiêu thụ các sinh vật khác. Những sinh vật này được gọi chính thức là sinh vật dị dưỡng, bao gồm động vật, một số vi khuẩn và nấm. Những sinh vật này có thể tiêu thụ bằng những cách khác nhau như ăn cỏ, săn mồi, ký sinh, và phân hủy sinh học.
Một số thực vật ăn thịt, như cây bắt ruồi Venus, được phân loại vào cả hai.

## Ba cấp độ
Trong một chuỗi thức ăn sinh thái, sinh vật tiêu thụ được phân loại thành ba cấp độ. Sinh vật tiêu thụ cấp 1 là động vật ăn cỏ, các loài ăn thực vật. Sinh vật tiêu thụ cấp 2, mặt khác, là động vật ăn thịt, và nhắm vào các loài động vật khác. Động vật ăn tạp, loài ăn cả thực vật và động vật, cũng có thể được coi là sinh vật tiêu thụ thứ cấp. Sinh vật tiêu thụ cấp 3, đôi lúc cũng được gọi là động vật ăn thịt đầu bảng, thường đứng trên đỉnh chuỗi thức ăn, có khả năng săn cả sinh vật tiêu thụ cấp 2 và cấp 1. Sinh vật tiêu thụ cấp ba có thể hoàn toàn là sinh vật ăn thịt hoặc cũng có thể ăn tạp.

## Tầm quan trọng đối với hệ sinh thái
Sinh vật tiêu thụ đóng một vai trò quan trọng trong một hệ sinh thái ví dụ như là cân bằng chuỗi thức ăn bằng cách giữ cho số lượng thực vật ở một con số hợp lý. Không có sự cân bằng đúng đắn thì một hệ sinh thái có thể sụp đổ và gây ra giảm số lượng ở những loài bị ảnh hưởng. Điều này có thể dẫn tới một hệ sinh thái bị đứt đoạn nghiêm trọng và một lưới tiêu thụ không hoạt động.